# Himmelpforter Haussee
Der Himmelpforter Haussee, örtlich nur Haussee genannt, ist  der unterste See im Verlauf des Lychener Gewässers, eines linken Nebenflusses der oberen Havel. „Haussee“ heißt der kleine natürliche See wegen seiner Nähe zum Kloster Himmelpfort und dem zugehörigen Dorf Himmelpfort, heutzutage ein Ortsteil der Stadt Fürstenberg/Havel.
Er liegt zwar im Landkreis Oberhavel des Landes Brandenburg, wird aber dem Naturraum des Neustrelitzer Kleinseenlandes zugerechnet und ist außerdem in den Naturpark Uckermärkische Seen einbezogen.

## Geographische Lage und Hydrographie
Der Haussee gehört zu einer kleinen Gruppe von Seen um das ehemalige Kloster Himmelpfort; dazu zählen Stolpsee, Sidowsee, Moderfitzsee, Haussee und Piansee sowie der sehr kleine Moddersee. Er liegt etwa 6 km östlich der Kernstadt von Fürstenberg/Havel. Der Haussee hat eine Fläche von 0,4 bis 0,5 km² und eine maximale Tiefe von 5 m. Im Südosten liegt das Waldgebiet der Himmelpforter Heide.

## Geschichte
Der See gehörte zur Erstausstattung des 1299 gestifteten Klosters Himmelpfort. Das Kloster besaß das alleinige Nutzungsrecht auf dem See. Allerdings ist die Identifizierung nicht ganz sicher, der Name Haussee ist jüngeren Datums und erscheint nicht in der Stiftungsurkunde von 1299. Einige Autoren favosieren die Meinung, dass der in der Stiftungsurkunde genannte stagnum Wublitz mit dem Haussee zu identifizieren ist. Nach der Reihenfolge der Nennung ist der Haussee wohl eher mit dem stagnum blockenthien zu identifizieren (nach dem Brandenburgischen Klosterbuch (Detailkarte, S. 621) und dem Brandenburgischen Namenbuch). Vermutlich ist der ursprüngliche Name Blockenthin als Siedlungsname zu interpretieren, der auf den See übertragen wurde. Am Nordufer des Haussees lag vermutlich eine altslawische Siedlung. Der Name Haussee ist in Brandenburg ein sehr häufiger Seename, der ältere Namen verdrängt hat. Er bezeichnet Seen, die zu einer Burg, einem Rittersitz, einem Schloss oder einem Kloster gehören.

## Bewirtschaftung
Der See wird von der Seenfischerei Himmelpfort GbR, FB Gensch bewirtschaftet.